# Tiffany Electric Company
Tiffany Electric Company war ein US-amerikanischer Hersteller von Automobilen. Eine andere Quelle verwendet die Firmierung Tiffany Electric Car Company.

## Unternehmensgeschichte
C. Leroy Pelletier kaufte 1913 die insolvente Flanders Manufacturing Company auf und gründete sein eigenes Unternehmen. Sitz und Werk befanden sich in Flint in Michigan. Er stellte zwischen Oktober 1913 und März 1914 Automobile her. Der Markenname lautete Tiffany, evtl. mit dem Zusatz Electric.
Dann führte eine Reorganisation zur Flanders Electric Company in Pontiac.

## Fahrzeuge
Im Angebot standen Elektroautos. Das Fahrgestell hatte 254 cm Radstand. Es gab die Ausführungen Mignon und De Luxe. Beide hatten geschlossene Aufbauten. Im Dezember 1913 ergänzte ein Bijou genannter Roadster das Sortiment. Er bot Platz für zwei Personen. Der Preis von 750 US-Dollar war billig für ein Elektroauto.